# Georg von Loeper
Johann Georg von Loeper, auch George von Loeper (* 2. Januar 1863 in Loepersdorf, Kreis Regenwalde; † 13. Januar 1938 in Wedderwill, Kreis Regenwalde) war ein deutscher Verwaltungsbeamter.

## Herkunft
Seine Eltern waren Johann George Friedrich Bernhard (* 22. Juni 1819; † 13. Juni 1900) und dessen Ehefrau Johanna Philippine Helene von Eisenhard-Rothe (* 28. Juni 1825; † 6. Januar 1896). Sein Vater war Erbherr auf Stramehl und Loepersdorf sowie preußischer Landrat a. D.

## Leben
Georg von Loeper studierte Rechtswissenschaften an der Georg-August-Universität Göttingen. 1884 wurde er Mitglied des Corps Saxonia Göttingen. Nach Studium und Referendariat kam er als Gerichtsassessor zur Kaiserlichen Verwaltung in Elsass-Lothringen und wurde 1894 Bürgermeister von Saargemünd. 1903 wurde er Kreisdirektor des Kreises Forbach. 1908 wechselte er als Kreisdirektor in den Landkreis Metz. 1910 wurde er zum Geheimen Regierungsrat ernannt.
Im Ersten Weltkrieg war er Kreischef-Süd von Longwy und Briey sowie Chef der Zivilverwaltung der Etappeninspektion der Armeeabteilung C. Nach dem Ende des Kriegs musste er den Posten des Kreisdirektors räumen und Lothringen verlassen. Von 1920 bis 1923 vertrat er die Interessen des Deutschen Reichs beim Ausschuss für Feststellung von Kriegsschäden in Elsass-Lothringen sowie bei den Spruchkammern für die Festsetzung der Kriegsschäden in Elsass-Lothringen und Posen in Kassel.

## Familie
Er heiratete am 4. Januar 1892 in Karow Margarete Johanne Köller (* 10. August 1870). Das Paar hatte mehrere Kinder:
- Johanna Marie Elisabeth Albertine Gertrud (* 27. November 1892)
- Johanna Marie Elisabeth Helene Margarete (* 7. Oktober 1893)
- Johann Renatus Oskar Bernard Hubertus (* 3. November 1894; † 22. August 1914), gefallen als Leutnant des Infanterie-Regiments Nr. 145
- Johann Detlef Emil Joachim Georg Ludwig (* 28. Dezember 1896; † 19. April 1917), gefallen als Leutnant des Infanterie-Regiments Nr. 145
- Hans Ulrich Hugo Willy Hermann Adolf (* 19. Juni 1901)
- Johann Ferdinand Emanuel Ernst Dietrich (* 29. Juni 1902)

## Schriften
- Die landwirtschaftlichen Verhältnisse in Lothringen, 1893